# بنك قطر الوطني تونس
بنك قطر الوطني تونس (بالإنجليزية: Qatar National Bank Tunisia)‏ ويعرف قديما باسم البنك التونسي القطري، هو مصرف تجاري تونسي تأسس سنة 1982.

## التاريخ
تأسس هذا المصرف سنة 1982 باسم البنك التونسي القطري للاستثمار ، وذلك إثر اتفاقية موقعة بين تونس وقطر في 3 مارس 1982.

في 2 أفريل 2004، تحصل البنك التونسي القطري على صلاحيات بنك تجاري وبنك عالمي من وزارة المالية التونسية، وهو أول بنك تونسي يتحصل على هذه الصلاحية.

في 1 أبريل 2013، غير البنك إسمه إلى بنك قطر الوطني تونس  وذلك إثر شراء مجموعة بنك قطر الوطني ل99.94% لأسهم الدولة التونسية في أول السنة. 

في 30 أكتوبر 2017، رفع بنك قطر الوطني تونس رأس ماله من 100 مليون دينار تونسي إلى 260 مليون دينار تونسي.
في 2018، يملك البنك 34 فرعا في الجمهورية التونسية.

الشعار القديم للبنك.

## روابط خارجية
- الموقع الرسمي.